# Simen Lyngbø
Simen Alexander Santos Lyngbø (Bærum, 18 febbraio 1998) è un calciatore norvegese naturalizzato filippino, difensore del Nongbua Pitchaya e della Nazionale filippina.

## Biografia
Lyngbø è di padre norvegese e madre filippina, pertanto possiede entrambe le cittadinanze.

## Carriera

### Club
Lyngbø è cresciuto nelle giovanili del Bærum. Ha esordito in prima squadra il 27 aprile 2017, quando è stato schierato titolare nella vittoria per 1-0 sull'Oppsal, sfida valida per il primo turno del Norgesmesterskapet. Il 7 ottobre successivo ha debuttato in 2. divisjon, nella vittoria per 2-1 sul Raufoss.
Il 9 settembre 2018 ha realizzato il primo gol con questa maglia, nella vittoria per 3-0 sullo Stabæk 2.
Dopo un triennio in forza al Bærum, in vista della stagione 2020 è passato ai filippini dell'ADT. Ha debuttato nella Football League in data 28 ottobre 2020, nella sconfitta per 2-0 subita contro lo United City.
Nel 2021, Lyngbø ha fatto ritorno in patria, per militare nelle file del Ready, in 3. divisjon. Ha ricominciato a calcare i campi da calcio norvegesi il 7 agosto, nella sconfitta per 2-1 contro l'Os.
A marzo 2022 ha firmato un contratto con lo United City, ritornando così nelle Filippine. Il 15 aprile dello stesso anno ha giocato la prima partita in Champions League, nella sconfitta per 0-1 subita contro lo Jeonnam Dragons.
Il 24 maggio 2023 è stato reso noto il suo approdo agli indonesiani del Persik Kediri.

### Nazionale
Nel 2019, Lyngbø è stato convocato dalle Filippine per una sessione di allenamenti tenutasi a Bangkok, in Thailandia. Ha poi esordito in Nazionale il 20 dicembre 2022, nella sconfitta per 3-2 subita contro la Cambogia.

## Statistiche

### Presenze e reti nei club
Statistiche aggiornate al 7 ottobre 2024.
| Stagione       | Club          | Campionato   | Campionato | Campionato | Coppe nazionali | Coppe nazionali | Coppe nazionali | Coppe continentali | Coppe continentali | Coppe continentali | Supercoppe | Supercoppe | Supercoppe | Totale | Totale |
| Stagione       | Club          | Comp         | Pres       | Reti       | Comp            | Pres            | Reti            | Comp               | Pres               | Reti               | Comp       | Pres       | Reti       | Pres   | Reti   |
| -------------- | ------------- | ------------ | ---------- | ---------- | --------------- | --------------- | --------------- | ------------------ | ------------------ | ------------------ | ---------- | ---------- | ---------- | ------ | ------ |
| 2017           | Bærum         | 2D           | 3          | 0          | CN              | 1               | 0               | -                  | -                  | -                  | -          | -          | -          | 4      | 0      |
| 2018           | Bærum         | 2D           | 15         | 1          | CN              | 3               | 0               | -                  | -                  | -                  | -          | -          | -          | 18     | 1      |
| 2019           | Bærum         | 2D           | 10         | 0          | CN              | 2               | 0               | -                  | -                  | -                  | -          | -          | -          | 12     | 0      |
| Totale Bærum   | Totale Bærum  | Totale Bærum | 28         | 1          |                 | 6               | 0               |                    | -                  | -                  |            | -          | -          | 34     | 1      |
| 2020           | ADT           | FL           | 5          | 0          | -               | -               | -               | -                  | -                  | -                  | -          | -          | -          | 5      | 0      |
| 2021           | Ready         | 3D           | 4          | 0          | CN              | 0               | 0               | -                  | -                  | -                  | -          | -          | -          | 4      | 0      |
| 2022           | United City   | FL           | 7          | 1          | CF              | 1               | 0               | ACL                | 5                  | 0                  | -          | -          | -          | 13     | 1      |
| 2023-2024      | Persik Kediri | L1           | 25         | 1          | CI              | 0               | 0               | -                  | -                  | -                  | -          | -          | -          | 25     | 1      |
| set.-dic. 2024 | One Taguig    | FL           | ?          | ?          | CF              | ?               | ?               | -                  | -                  | -                  | -          | -          | -          | ?      | ?      |
| Totale         | Totale        | Totale       | 69+        | 3+         |                 | 7+              | 0+              |                    | 5                  | 0                  |            | -          | -          | 81+    | 3+     |